# Church Lawton
Church Lawton è un villaggio e parrocchia civile dell'Inghilterra, appartenente alla contea del Cheshire.